# Archives départementales de l'Aube
Les archives départementales de l'Aube sont un service du conseil départemental de l'Aube.

## Histoire
L’ancienne église des Jacobins est le lieu choisi par le directoire pour entreposer les archives de la pré-époque révolutionnaire. Jean-François Délion, notaire de métier, est nommé par le district. En 1794, le district, installé à l’Hôtel Marisy,  déménage à l’emplacement de l’ancienne abbaye Notre-Dame-aux-Nonnains. Il  est aboli l’année suivante et devient  l’administration préfectorale. Les archives rejoignent alors les combles de l’abbaye.
À partir de 1806, le poste d’archiviste est supprimé, et le secrétaire général de la Préfecture est chargé de veiller à la bonne tenue des archives. C’est ensuite au doyen des conseillers de préfecture que revient cette mission. En 1814, lors de la campagne de France, par crainte de l’invasion des Alliés, les archives récentes de la préfecture sont transférées « en lieu sûr », à l’Hôtel de Ville de Nogent-sur-Seine. Les combats y sont particulièrement violents et la maison commune est entièrement brûlée, avec les archives.
En 1838, l’entrée en fonction d’Auguste Vallet de Viriville va donner un nouvel élan aux archives. Elève à l’Ecole des Chartes, il se charge notamment de faire une description de l’état des documents entassés et mal conservés depuis 50 hivers dans ce grenier vétuste, abandonnés à toutes les injures du temps. En 1843, un nouvel archiviste Pierre-Philippe Guignard, entreprend le classement des archives anciennes. Le plancher du grenier où sont entreposés les documents menace de céder sous leur poids, et les 19 cheminées qui entourent le dépôt font craindre des risques sérieux d’incendie. Ce n’est cependant qu’en 1849 qu’une partie des archives est transférée à la Halle aux grains. Mais la solution est loin d’être satisfaisante, et les conditions de conservation  tendent même à s’aggraver : humidité extrême, insalubrité du bâtiment, toiture en mauvais état.
En janvier 1852, Henri d'Arbois de Jubainville est nommé directeur des Archives départementales. En poste pendant 28 ans, il ne cesse de classer et de conditionner ; il  établit ainsi nombre d’instruments de recherches essentiels des séries anciennes, toujours utiles au XXIe siècle. L’arrivée d’Henri d’Arbois de Jubainville correspond à la construction d’un nouveau bâtiment pour les archives. Situé juste derrière la préfecture, en place de l’église des Jacobins tombée en ruine, l’architecture du bâtiment est la copie miniature des Archives nationales ; espace ouvert laissant entrevoir les rayonnages en bois, balcon suspendus. S’appuyant sur des calculs improbables, l’architecte Truelle prévoit 600 ans d’accroissement d’archives. Le déménagement s’effectue en septembre 1853. En un mois et demi, une centaine de soldats du 12e régiment léger spécialement réquisitionnés, transfère  ainsi 5 km linéaires de documents.
Le bâtiment des Archives a de l’allure avec ses deux grands lions sculptés par Valtat mais il s’avère peu pratique : le bureau de l’archiviste et la salle de lecture sont situés à l’extérieur des locaux de conservation, ce qui oblige à traverser la cour, certains documents sont difficilement accessibles, et  le toit est très vite détérioré par des infiltrations. De plus, l’insuffisance des espaces de stockage devient rapidement criante et le département est obligé de créer des dépôts annexes : au 34 rue des Terrasses en 1909, à la Chapelle de Grand séminaire ensuite, puis dans le grenier de l’ancien évêché. La dispersion des locaux et l’entassement des archives rendent laborieux  le travail des archivistes.
Francisque André occupe le poste de directeur jusqu’en 1898. Il continue le travail colossal d’inventaire de la série G (archives des  abbayes). En 1906, Armand Boutillier du Rétail lui succède et poursuit pendant 10 ans le travail de catalogage. En 1916, il reprend du service aux armées et c’est Pierre Piétresson de Saint Aubin, Aubois d’origine et encore stagiaire à l’Ecole des Chartes, qui le remplace jusqu’en 1930. Très actif tout au long de sa carrière dans l’Aube, il est notamment le fondateur d’une série, propre aux Archives de l’Aube, la série « Nouvelles acquisitions » concernant les documents entrés par voie extraordinaire. Il termine et publie le tome III de la série G, il commence l’inventaire du fonds de l'abbaye de Clairvaux et met en place le cadre de classement des séries modernes.
En 1921, la fréquentation des Archives augmente, même si ce n’est qu’une poignée de lecteurs assidus ; 1 400 documents sont communiqués dans l’année.
En 1928, la loi autorise les notaires à verser leurs archives de plus de 125 ans, l’accroissement des archives est spectaculaire, et atteint  6 033 mètres linéaires. 
En 1939, le directeur Jean Waquet est appelé sous les drapeaux. L’occupation allemande fait craindre le pire pour la préservation des archives. Le chartrier de Clairvaux, le fonds de Saxe et une partie de la série G sont évacués dans trois lieux ;  à Chaource au Château de la Cordelière, dans la chapelle de la commanderie d'Avalleur ou dans l’ancien Séminaire. Les dégâts sont réels, mais heureusement très limités : quelques sceaux ont été cassés au château de la Cordelière, le fonds de Xavier de Saxe a subi les assauts des rongeurs dans l’ancienne chapelle. La situation est pire dans les bâtiments annexes des archives où une partie des chartes du XIIIe ont été détruites lors de l’occupation des rapatriés russes.
Le bâtiment rue Pedron est inauguré le 1e septembre 1988. Il est doté de deux tours de stockage conçues selon des normes strictes pour la conservation des documents d’archives et informatisé. Au début du XXIe siècle, les collections sont numérisées et versées sur le site internet. Le service de la Direction des Archives et du Patrimoine de l’Aube est créé en 2013 et développe la Cité du Vitrail à Hôtel-Dieu-le-Comte de Troyes.

### Les bâtiments
- L’ancienne église des Jacobins
- l’ancienne abbaye Notre-Dame-aux-Nonnains
- l’Hôtel de Ville de Nogent-sur-Seine (en 1814, pour les archives récentes)
- La Halle aux grains
- 131 rue Étienne-Pedron

### Les directeurs
- 1838-1841 : Auguste Vallet de Viriville
- 1841-1843 : Léon Aubineau
- 1843-1852 : Philippe Guignard
- 1852-1880 : Henri d'Arbois de Jubainville
- 1880-1898 : Francisque André
- 1898-1906 : Jules-Joseph Vernier[1]
- 1906-1920 : Armand Boutillier du Retail
- 1920-1930 : Pierre Piétresson de Saint-Aubin
- 1930-1934 : Gustave Duhem
- 1934-1938 : Paul Dupieux
- 1938-1943 : Jean Waquet
- 1943-1944 : Bertrand Gille
- 1944-1946 : Louis Rousseau
- 1946-1954 : Pierre d'Herbécourt
- 1954-1956 : Emmanuel Poulle
- 1956-1970 : Gildas Bernard
- 1970-1987 : Jean-Marc Roger
- 1987-1994 : Benoît Van Reeth
- 1994-2007 : Xavier de la Selle
- Depuis 2007 : Nicolas Dohrmann

## Les fonds
- Le fonds le plus prestigieux est celui de l'abbaye de Clairvaux
- Le fonds de Xavier de Saxe, frère de Marie-Josèphe de Saxe
- Le fonds du cadastre de Bertier de Sauvigny (plans d'intendance et procès-verbaux)
- Dans les fonds privés, le fonds Chandon de Briaille, qui était conservé au Château de la Cordelière.

## Accès
131 rue Etienne Pédron 10000 Troyes
Plan d'accès

## Pour approfondir